# Pepz
pepz（ペップズ）は、ソニーのマイクロコンポのブランド名である。末期はカタログ上においてブランド名が出されなくなっていた。2014年現在、全て生産終了となっている。

## 主な機種
CMT-J3MD
1999年11月10日発売
CD・MDデッキ・カセットデッキ・チューナーの一体型であるが、MDLP制定前の発売であるため、MDLPには対応していない。
カラーは、シルバー・ホワイト・メタリックの3色である。
CMT-F3MD
2000年6月21日発売
CMT-J1MD
2000年6月21日発売
CMT-PX3
2000年9月1日発売
CMT-PX5
2000年9月10日発売
3CDチェンジャー・MDデッキ・チューナーの一体型で、カセットデッキ・MDLPグループ機能は非搭載。
SPモード時のみ、CD→MD4倍速録音が可能である（MDLP時は2倍速）。
CMT-PX5LTD
2000年10月10日発売
CMT-PX5に音に対するチューンアップを施したもの。ボディカラーはカーボンブラックで、通常版のシルバー・ホワイトと異なる。
CMT-PX7
2000年10月10日発売
pepzシリーズ唯一の2BOX構造である。
3CDチェンジャー・3MDチェンジャー・チューナーを搭載。民生用でMDLP対応MDチェンジャーを搭載するのは当機種が唯一である。
ディスプレイは漢字・ひらがな表示にも対応。
CMT-J100
2001年3月21日発売
CMT-PX333
2001年5月1日発売
CMT-J300
2001年5月10日発売
CMT-J3MDの後継モデルである。こちらはMDLPに対応している。
カラーは、CMT-J3MDと同じくシルバー・ホワイト・メタリックの3色である。
同梱のフレームで本体フレームやスピーカーカバーの交換が行え、シルバーとホワイトは同梱のスピーカーカバーとの着せ替えも可能である。
CD→MD高速録音は、SP・LPにかかわらず2倍速である。
CMT-P555DVD
2001年11月10日発売
CMT-M100
2001年11月10日発売
CMT-J300の後継モデルである。
カラーはラッテホワイト・モカシルバー・エスプレッソブラックの3色。
SPモード時の高音質化を実現したATRAC用DSP TYPE-Rを搭載。
CMT-M700DVD
2002年4月21日発売
CD・MD・カセット・チューナーに加え、DVDの再生も可能にしたモデルである。
外観はCMT-M100に近い。カラーはシルバーとブルーの2種類。
CMT-J500
2002年6月21日発売
CMT-M100の後継モデルである。
LPモードにも対応したATRAC用DSP Type-Sを搭載。
MDLPモードでも4倍速録音に対応。
CMT-M333NT
2002年11月21日発売
Net MD搭載。PCとつないで使うために必要なUSBケーブル・SonicStageなどが添付されている。
CD・MD・カセット・チューナーのオールインワンタイプで、光デジタル入力端子（サンプリングレートコンバーター内蔵）やアナログ入力端子も装備している。
CD→MD4倍速録音機能やATRAC用DSP Type-Sを搭載。
カラーはシルバー・ホワイト・ブルーの3種類。バックライトはシルバーのみオレンジで、他2色はブルーである。
CMT-M3
2005年10月21日発売。
CD・MD（MDLP対応）・カセット・チューナーのオールインワンタイプである。
デジタルオーディオプレーヤーの接続を想定してステレオミニジャックによるラインアウト・ラインイン端子がコンポの前面に装備されている。
液晶も大型表示に対応し、バックライトも511色から選ぶことができる。
その反面、カセットデッキのオートリバース・CD→TAPEシンクロ録音・パソコン接続・光デジタル入力などが省略されている。CD→MDシンクロ録音機能および、4倍速録音機能を搭載。
カラーはシルバー・ホワイト・ブラックの3種類。
CMT-M35WM
2007年11月21日発売、pepzシリーズ最終機種であり、ソニー製のMDに対応した製品としては最後まで生産された機種でもある。
ウォークマン（フラッシュメモリ型）を対象とした「ATRAC Audio Device」専用のUSB端子を装備し、ウォークマンの再生・充電・リモコン操作、デッキからウォークマンへの録音が可能。ATRAC Audio Device以外の機器（他社製デジタルオーディオプレーヤー類）をUSB接続すると機能しない。
2013年1月31日に生産、出荷完了が発表され、同年3月をもって出荷を終了した。